# Trypeta albida
Trypeta albida är en tvåvingeart som först beskrevs av Walker 1853.  Trypeta albida ingår i släktet Trypeta och familjen borrflugor. Inga underarter finns listade i Catalogue of Life.